# Phthinia lenae
Phthinia lenae är en tvåvingeart som beskrevs av Zaitzev 1984. Phthinia lenae ingår i släktet Phthinia och familjen svampmyggor. Inga underarter finns listade i Catalogue of Life.